# Bismarckgebirge
Das Bismarckgebirge (englisch Bismarck Range) ist der Name eines Gebirges in Papua-Neuguinea (ehemalige deutsche Kolonie Kaiser-Wilhelms-Land). Es ist nach Otto von Bismarck, dem ersten Reichskanzler des Deutschen Reiches, benannt.
Das Bismarckgebirge bezeichnet die östliche Hälfte der New Guinea Highlands und reicht in der engeren Definition von der Morobe-Provinz im Osten über die Provinz Madang bis zur Sandaun-Provinz im Westen. Das Bismarckgebirge ist weniger ein kompaktes Gebirge, als ein komplexes Gebirgssystem, bestehend aus einer Vielzahl einzelner Gebirgsketten und eingelagerter Hochtäler. Der höchste Gipfel ist der Mount Wilhelm mit 4.509 m, zugleich die höchste Erhebung von Papua-Neuguinea. Zwei weitere Bergmassive übersteigen ebenfalls die 4000-Meter-Marke: der Mount Giluwe (4368 m) und die Gebirgskette um den Mount Kabangama (4081 m). In der weiter gefassten Definition ist auch das südöstlich gelegene Owen-Stanley-Gebirge (Mount Victoria; 4038 m) in den Provinzen Central-Provinz und Oro-Provinz Bestandteil des Bismarckgebirges. Aufgrund der Äquatornähe sind selbst die höchsten Gipfel des Gebirges nur selten von Schnee bedeckt.
Im Osten des Gebirges markiert der tiefe und weite Einschnitt des Tals des Ramu-Flusses die Grenze zwischen dem Bismarckgebirge im Südwesten und dem Finisterre-Gebirge im Nordosten. Der Ramu ist der bedeutendste Fluss in der Provinz Madang und im Unterlauf schiffbar. Im nördlichen Zentrum des Bismarckgebirges entspringt der Yuat, ein bedeutender Zufluss des Sepik.
Die Gesteinsarten des Gebirges umfassen quarzitische und Ton-Schiefer, Gneis, älteres Eruptivgestein und Sandstein. Das Gebirge wird in den Höhen als „zerrissen“ und in den Vorgebirgen als „sanfter“ umschrieben. Die Hänge sind teils bewaldet oder aber von weitläufigen Grasfluren geprägt.
Teile des Bismarckgebirges werden vom Bayir-River-Nationalpark geschützt.